# Nébuleuse variable

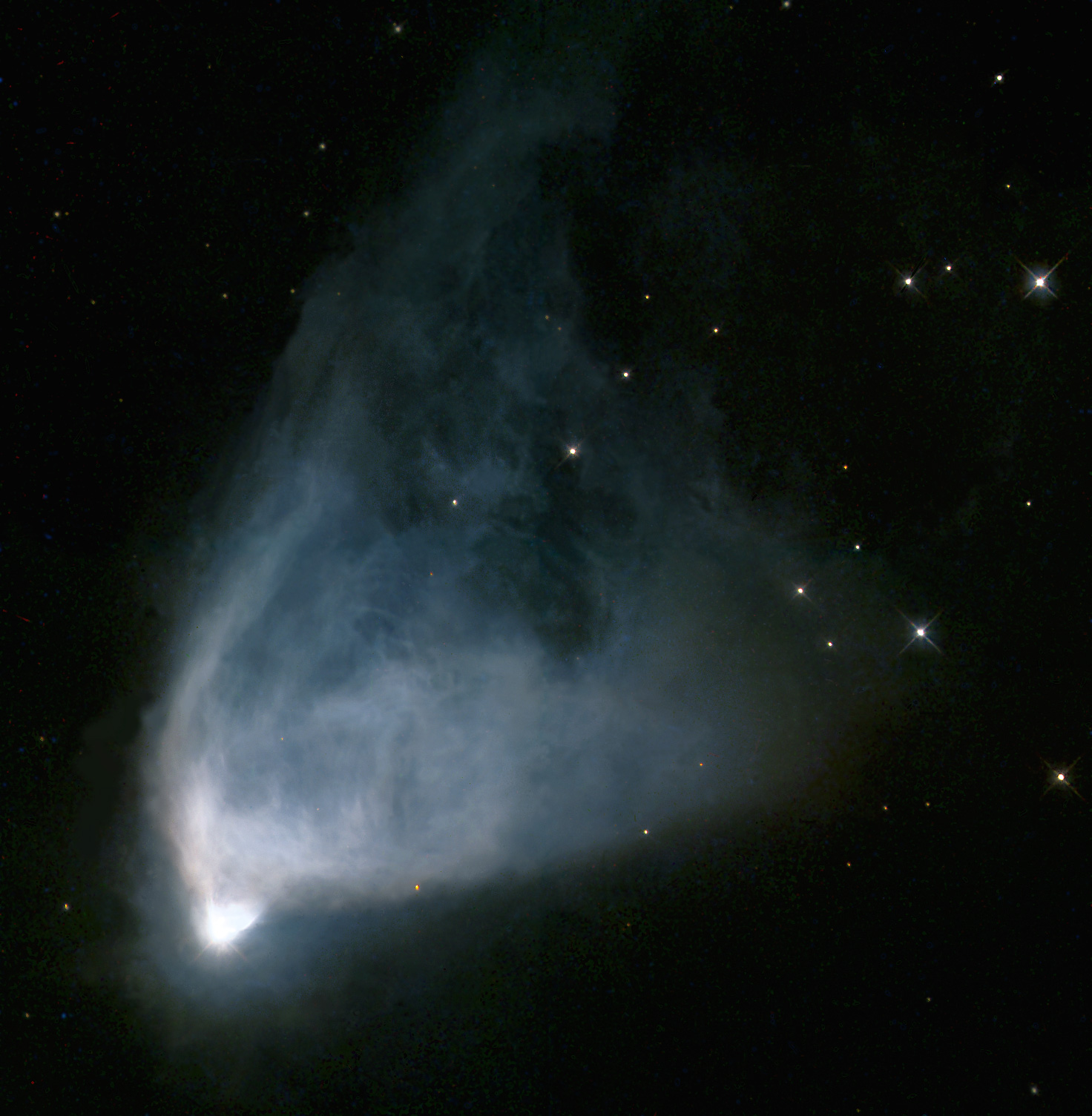
Une image de Hubble Space Telescope de NGC 2261, exemple de nébuleuse variable.

Une nébuleuse variable est une nébuleuse par réflexion dont la luminosité change en raison de changements dans les étoiles qui l’illumine, selon divers facteurs.